# Аздарар
Аздара́р (арм. Ազդարար, Вестник) — первое армянское периодическое издание, первый армянский ежемесячный журнал, орган торговой буржуазии армянской колонии в Индии. Издавался в городе Мадрасе с октября 1794 по март 1796. Редактор Арутюн Шмавонян. Всего вышло в свет 18 номеров. В журнале, кроме торговых, экономических и политических известий, публиковались художественные произведения, переводы и исторические труды. Печатались также корреспонденции из России, в частности указ Екатерины II об основании для армян города Григориополя.

## История
В преддверии XIX века, непосредственно после первой французской революции, 16 октября 1794 года в индийском городе Мадрас светлой памяти иереем Арутюном Шмавоняном был основан первый армянский журнал «Аздарар».
Арутюн Шмавонян родился в 1750 г. в Ширазе (ныне на территории Ирана). Потеряв двух своих детей, он решил уединиться в монастыре дервишей-суфиев, где он и пробыл примерно семь лет. Затем он берет свой посох и направляется в Индию. Возможно, подобно другим странствующим паломникам он отправился в Индию в поисках истины — к мудрым браминам или факирам. О его жизни в этот период мало информации. Тем не менее, в конце 18-го века у Шмавоняна были денежные средства. В 1789 г. он основывает собственную типографию в Мадрасе, публикует там восемь книг на армянском языке.
В то время в Мадрасе действовала типография Шахамиряна. Однако, Шмавонян не пользовался его помощью, так как расходился с ним во взглядах. Шмавонян был знаком с общественно-политическими взглядами Баграмяна, Шахамиряна, Овсепа Эмина, но придерживался линии католикоса Симеона. Спасение для армян он видел в культурном развитии, связанном с историческими традициями армянской церкви.
А. Шмавонян, основав в 1794 г. «Аздарар», становится его редактором и руководителем публицистического раздела. В своём журнале Шмавонян публикует строки католикоса Симеона. Католикос пропагандировал политику осторожности. Шмавонян сообщая о новом журнале обещает будущим читателям сообщать необходимые сведения о текущих политических событиях, описывать примечательные новости, обращаться к освещению научных «событий» и новых изобретений. 

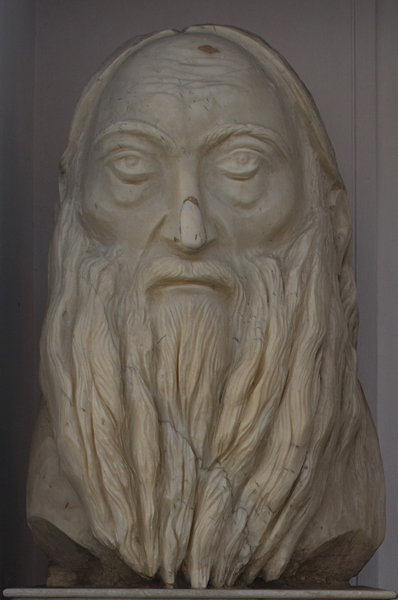
Бюст Арутюна Шмавоняна. Церковь Святого Назарета (Калькутта)

В «Аздараре» публиковались стихотворения, поучительные басни, публицистические статьи, даже исторические исследования. В конце каждого ежемесячника публиковался церковный календарь будущего месяца — с указанием лунных дней и традиционных дней христианских святых. Основным языком журнала был грабар, однако часть информации (например, объявления) печаталась на джульфинском диалекте армянского разговорного языка. В начальный период у журнала было всего 28 подписчиков.
Журнал был небольшого объёма, иллюстрированный, выходил регулярно раз в месяц. Редактор знал об особенностей требований читателей из индийских армян. Большую часть читателей составляли торговцы и главным образом переселившиеся из Нор-Джуга. Для них Шмавонян публиковал «Историю Персии» Хачатура Джугаеци.
Будучи неопытным редактором, А. Шмавонян зачастую бессистемно публиковал свои материалы. Политические материалы (хроника), моральные басни, материалы, взятые из англоязычных газет, разбросаны в различных брошюрках. Среди тенденций А. Шмавонян выделял желание публиковать оптимистическую информацию, желание быть полезным купцам.
В силу неопытности Шмавоняна как издателя журнал не отличался высоким качеством и был рассчитан исключительно на мадрасских армян. Священник Шмавонян был глубоко убежден, что его деятельность — это светлый почин, который принесет пользу его народу. И потому он призывал армянских деятелей, состоятельных людей поддержать, оказать содействие в деле развития и усовершенствования этого начинания. И хотя все воодушевленно приветствовали рождение «Аздарара», однако никакой поддержки оказано не было. В журнале, кроме торговых, экономических и политических известий, публиковались художественные произведения, переводы и исторические труды. Печатались также корреспонденции из России — Шмавонян приветствовал армяно-российские проекты, что не могло нравиться правящим в Индии англичанам.
«Какова была бы история армянской журналистики, если бы не было первой в мире армянской газеты «Аздарар», издаваемой два года подряд Арутюном Шмавоняном в Мадрасе с 1794 по 1796 год?» — задается вопросом армянский историк Себух Асланян. По словам Асланяна, «Аздарар» содержал новшества для армянских читателей 18-го века. 
Из Европы в Мадрас прибыл Ходжамал Сафарян, принеся с собой собственные исторические труды и множество различных переводов, в том числе письмо Папы Римского.
Идеалом Шмавоняна была монархическая Армения, скрепленная религией и объединённая под предводительством церкви. Шмавонян отрицательно относился к французской революции. Кроме всего прочего, революционеры наносили огромный ущерб зажиточным армянам. Однако положение армян было гораздо более тяжелым в деспотических режимах Ирана и Турции.
В «Аздараре» печатается полемика между двумя армянскими деятелями «Айорди Ай» и «Азгакиц». Между тем, особо принципиальных расхождений между их взглядами не наблюдается. Они оба пропагандируют просвещение. Оба публициста предлагают объединёнными силами вести борьбу против смертельного врага армянского народа — мракобесия. «Айорди Ай» — более вспыльчивый, критикует пассивность «стариков», всю надежду возлагает на молодежь. «Азгакиц» остро критикует эгоистичных армянских богачей, предлагает открыть армянские учебные заведения. Предположительно, за обеими масками скрывается один и тот же человек, и вероятно, это сам редактор — Арутюн Шмавонян.
Местные состоятельные армяне не помогли ему закрыть затраты редакции, и с таким трудом увидевший свет первый армянский вестник вскоре закрылся: после 18 выпусков в марте 1796 года Арутюн Шмавонян был вынужден прекратить издание журнала.

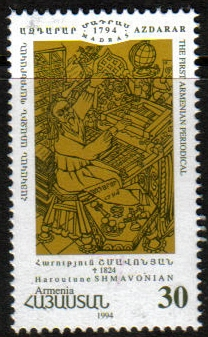
Почтовая марка номиналом 30 армянских драмов, выпущенная почтовым оператором Армении «Айпост» в память об отце Шмавоняне в 1994 году к 200-летней годовщине запуска им «Аздарара»

После закрытия журнала Арутюн Шмавонян не выделялся сколь-либо значительной деятельностью. Согласно Лео, он разбазарил церковные и национальные суммы, попал под суд и погиб очень жестокой смертью в 1824 году.

## Наследие
Следом за мадрасским «Аздараром» последовали и другие армянские публикации в разных городах Индии: «Оджанаспюрян» (Օճանասփիւռեան) в 1815 году в Бомбее, «Хайели Галгатян» (Հայելի Կալկաթեան) в 1820 году в Калькутте и «Штемаран» (Շտեմարան) в 1821 году там же. Все они существенно опережали Стамбул (Константинополь), где первое армянское издание увидело свет только в 1832 году.
Под тем же названием («Аздарар») с 2007 года выходит ежемесячный цветной журнал в Калькутте (Индия) — считается, что издание было возобновлено после 210 лет прекращения публикации по инициативе армяно-американской учёной-астрофизика Норы Андреасян-Томас.